# Vanvey
Vanvey és un municipi francès, situat al departament de la Costa d'Or i a la regió de Borgonya - Franc Comtat. L'any 2007 tenia 271 habitants.

## Demografia

### Població
El 2007 la població de fet de Vanvey era de 271 persones. Hi havia 120 famílies, de les quals 37 eren unipersonals (11 homes vivint sols i 26 dones vivint soles), 45 parelles sense fills, 34 parelles amb fills i 4 famílies monoparentals amb fills.
La població ha evolucionat segons el següent gràfic:
Habitants censats

### Habitatges
El 2007 hi havia 153 habitatges, 119 eren l'habitatge principal de la família, 17 eren segones residències i 17 estaven desocupats. 147 eren cases i 3 eren apartaments. Dels 119 habitatges principals, 100 estaven ocupats pels seus propietaris, 17 estaven llogats i ocupats pels llogaters i 3 estaven cedits a títol gratuït; 4 tenien dues cambres, 24 en tenien tres, 40 en tenien quatre i 53 en tenien cinc o més. 60 habitatges disposaven pel capbaix d'una plaça de pàrquing. A 51 habitatges hi havia un automòbil i a 42 n'hi havia dos o més.

### Piràmide de població
La piràmide de població per edats i sexe el 2009 era:
| Homes | Edats   | Dones |
| ----- | ------- | ----- |
| 0     | 95 o +  | 0     |
| 0     | 90 a 94 | 0     |
| 12    | 85 a 89 | 4     |
| 0     | 80 a 84 | 8     |
| 4     | 75 a 79 | 12    |
| 8     | 70 a 74 | 8     |
| 4     | 65 a 69 | 8     |
| 8     | 60 a 64 | 4     |
| 16    | 55 a 59 | 4     |
| 4     | 50 a 54 | 16    |
| 12    | 45 a 49 | 0     |
| 12    | 40 a 44 | 8     |
| 12    | 35 a 39 | 12    |
| 4     | 30 a 34 | 20    |
| 0     | 25 a 29 | 0     |
| 0     | 20 a 24 | 12    |
| 8     | 15 a 19 | 4     |
| 16    | 10 a 14 | 8     |
| 8     | 5 a 9   | 20    |
| 12    | 0 a 4   | 8     |

## Economia
El 2007 la població en edat de treballar era de 175 persones, 106 eren actives i 69 eren inactives. De les 106 persones actives 90 estaven ocupades (53 homes i 37 dones) i 17 estaven aturades (9 homes i 8 dones). De les 69 persones inactives 24 estaven jubilades, 17 estaven estudiant i 28 estaven classificades com a «altres inactius».

### Ingressos
El 2009 a Vanvey hi havia 130 unitats fiscals que integraven 258 persones, la mediana anual d'ingressos fiscals per persona era de 13.934 €.

### Activitats econòmiques
Dels 15 establiments que hi havia el 2007, 1 era d'una empresa extractiva, 4 d'empreses de fabricació d'altres productes industrials, 3 d'empreses de construcció, 4 d'empreses de comerç i reparació d'automòbils, 1 d'una empresa d'hostatgeria i restauració, 1 d'una empresa d'informació i comunicació i 1 d'una empresa financera.
Dels 3 establiments de servei als particulars que hi havia el 2009, 1 era un paleta, 1 fusteria i 1 restaurant.

## Equipaments sanitaris i escolars
El 2009 hi havia una escola elemental.

## Poblacions més properes
El següent diagrama mostra les poblacions més properes.